# U.S. Route 163

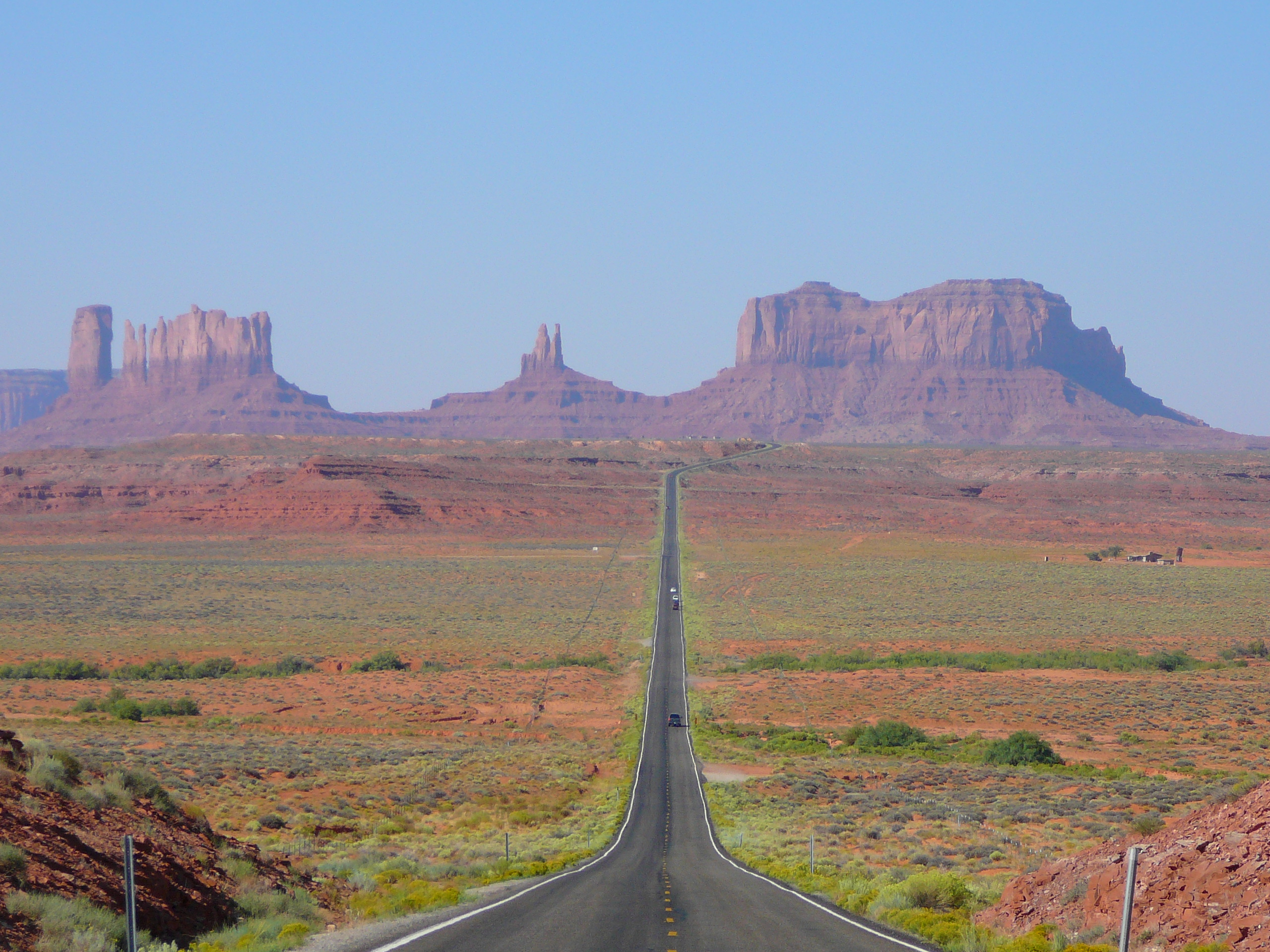
Trecho da U.S. Route 163 no Monument Valley em Utah.

U.S. Route 163 é uma autoestrada dos Estados Unidos.